# Ван Маурик, Гер
Геррит (Гер) ван Маурик (нидерл. Gerrit "Ger" van Mourik; 4 августа 1931, Амстердам — 19 января 2017, там же) — нидерландский футболист, игравший на позиции правого защитника, и футбольный тренер.
Начинал карьеру в клубе АСВК, а в 1943 году перешёл в команду кандидатов «Аякса». В основном составе дебютировал в 1950 году в возрасте 19 лет и через два года стал основным защитником. В составе «Аякса» выступал на протяжении 14 сезонов, в течение восьми лет был капитаном команды. В общей сумме он провёл 352 матча и забил один гол. Дважды выигрывал с командой титул чемпиона Нидерландов и один раз кубок. В 1963 году завершил игровую карьеру в возрасте 31 года и начал тренерскую деятельность, работал только с любительскими командами. По мнению «Аякса», ван Маурик является одним из величайших игроков клуба всех времён.

## Личная жизнь
Геррит родился в августе 1931 года в Амстердаме. Отец — Карел Виллем ван Маурик, мать — Корнелия Зут. Оба родителя были родом из Амстердама, они поженились в октябре 1917 года — на момент женитьбы отец был механиком. В их семье воспитывалось ещё четверо детей: трое дочерей и сын. До 1941 года семья проживала рядом с каналом Остенбюргерграхт, где у отца было кафе под названием  Het Oosten.
Женился в возрасте двадцати шести лет — его супругой стала Дина Вилхелмина (Дини) Клик. Их брак был зарегистрирован 9 мая 1958 года в Амстердаме. В 1961 году у него родилась дочь Даниэлле Корнелия. В течение 42 лет работал представителем компании Rijnvis Metalen. Его внук, Даррен ван Маурик, тоже стал футболистом, он играл на любительском уровне за команды АФК и «Абкауде».
Умер 19 января 2017 года в возрасте 85 лет. В его честь названа одна из раздевалок в спортивном парке Де Тукомст.

## Достижения
«Аякс»
- Чемпион Нидерландов (2): 1956/57, 1959/60
- Обладатель Кубка Нидерландов: 1960/61
- Победитель Кубка Интертото: 1961/62

## Статистика по сезонам
| Клуб             | Сезон            | Чемпионат Нидерландов | Чемпионат Нидерландов | Кубок Нидерландов | Кубок Нидерландов | Европейские кубки | Европейские кубки | Прочие | Прочие | Итого | Итого |
| Клуб             | Сезон            | Игры                  | Голы                  | Игры              | Голы              | Игры              | Голы              | Игры   | Голы   | Игры  | Голы  |
| ---------------- | ---------------- | --------------------- | --------------------- | ----------------- | ----------------- | ----------------- | ----------------- | ------ | ------ | ----- | ----- |
| Аякс             | 1949/50          | 3                     | 0                     |                   |                   |                   |                   |        |        | 3     | 0     |
| Аякс             | 1950/51          | 12                    | 0                     |                   |                   |                   |                   |        |        | 12    | 0     |
| Аякс             | 1951/52          | 2                     | 0                     |                   |                   |                   |                   |        |        | 2     | 0     |
| Аякс             | 1952/53          | 24                    | 0                     |                   |                   |                   |                   |        |        | 24    | 0     |
| Аякс             | 1953/54          | 21                    | 0                     |                   |                   |                   |                   |        |        | 21    | 0     |
| Аякс             | 1954/55          | 34                    | 0                     |                   |                   |                   |                   |        |        | 34    | 0     |
| Аякс             | 1955/56          | 34                    | 0                     |                   |                   |                   |                   |        |        | 34    | 0     |
| Аякс             | 1956/57          | 34                    | 0                     | 2                 | 0                 |                   |                   |        |        | 36    | 0     |
| Аякс             | 1957/58          | 34                    | 0                     |                   |                   | 4                 | 0                 |        |        | 38    | 0     |
| Аякс             | 1958/59          | 33                    | 1                     | 4                 | 0                 |                   |                   |        |        | 37    | 1     |
| Аякс             | 1959/60          | 34                    | 0                     |                   |                   |                   |                   | 5      | 0      | 39    | 0     |
| Аякс             | 1960/61          | 23                    | 0                     | 7                 | 0                 | 8                 | 0                 |        |        | 38    | 0     |
| Аякс             | 1961/62          | 28                    | 0                     | 0                 | 0                 | 4                 | 0                 |        |        | 32    | 0     |
| Аякс             | 1962/63          | 0                     | 0                     | 1                 | 0                 | 1                 | 0                 |        |        | 2     | 0     |
| Всего за карьеру | Всего за карьеру | 316                   | 1                     | 14                | 0                 | 17                | 0                 | 5      | 0      | 352   | 1     |